# Xavier Daufresne
Xavier Daufresne, né le 24 décembre 1968 à Lasne, est un joueur belge de tennis, professionnel entre 1988 et 1995.

## Carrière
En 1989, alors 470e mondial, il signe la plus belle victoire de sa carrière en battant Alberto Mancini, no 11 à Genève (5-7, 6-4, 7-6). En 1992, il est quart de finaliste en simple du tournoi de Johannesbourg et demi-finaliste en double. Il atteint cette saison deux autres demi-finales en double à Bordeaux et Taipei.
Il atteint les huitièmes de finale de l'Open d'Australie 1994 où il bat notamment deux joueurs en début de carrière : Thomas Enqvist et Patrick Rafter, dernier australien encore en lice, avant de s'incliner contre le n°12 mondial Todd Martin après avoir mené un set et un break (63-7, 7-65, 6-3, 6-3).
Il joue en Coupe Davis de 1988 à 1994. En 1990, il dispute la rencontre de barrage remportée par la Belgique face à la Corée du Sud et en 1994 le premier tour du groupe mondial perdu contre les Pays-Bas.
Retraité à l'âge de 26 ans, il prend en 1996 la direction du Tennis Club Argayon à Nivelles. En 2015, il ouvre une nouvelle école à Charleroi.

## Palmarès
Il a remporté les tournois Challenger de Knokke et Odrimont en double avec Denis Langaskens en 1989 et de Cali en simple en 1991.

## Parcours dans les tournois duGrand Chelem

### En simple
| Année | Open d'Australie | Open d'Australie | Internationaux de France | Internationaux de France | Wimbledon | Wimbledon | US Open | US Open |
| ----- | ---------------- | ---------------- | ------------------------ | ------------------------ | --------- | --------- | ------- | ------- |
| 1992  | —                | —                | 2e tour (1/32)           | Cédric Pioline           | —         | —         | —       | —       |
| 1994  | 1/8 de finale    | Todd Martin      | —                        | —                        | —         | —         | —       | —       |

N.B. : à droite du résultat se trouve le nom de l'ultime adversaire.